# Neostethus bicornis
Neostethus bicornis is een  straalvinnige vissensoort uit de familie van dwergaarvissen (Phallostethidae). De wetenschappelijke naam van de soort is voor het eerst geldig gepubliceerd in 1916 door Regan.
De soort staat op de Rode Lijst van de IUCN als niet bedreigd, beoordelingsjaar 2021.